# Artamus maximus
Andorinha-do-bosque-grande ou andorinha-do-mato-grande (Artamus maximus) é uma espécie de ave da família Artamidae.
Pode ser encontrada nos seguintes países: Indonésia e Papua-Nova Guiné.
Os seus habitats naturais são: regiões subtropicais ou tropicais húmidas de alta altitude.